# ژائو یودیائو
ژائو یودیائو (انگلیسی: Zhao Yudiao؛ زادهٔ ۲۵ مهٔ ۱۹۸۹) ورزشکار هاکی روی چمن اهل چین است.
وی در مسابقات کشوری و بین‌المللی در مجموع برندهٔ ۱ مدال طلا، ۲ مدال نقره شده‌است.